# Lydella sesamiae
Lydella sesamiae är en tvåvingeart som först beskrevs av Louis-Paul Mesnil 1968.  Lydella sesamiae ingår i släktet Lydella och familjen parasitflugor. Inga underarter finns listade i Catalogue of Life.